# Faith Salie
Faith Coley Salie (* 14. April 1971 in Boston, Massachusetts) ist eine US-amerikanische Radiomoderatorin, Journalistin, Schauspielerin und Komödiantin. Bekannt ist sie für ihre Radiosendung Fair Game from PRI with Faith Salie sowie für ihre Fernsehrollen Caitlin in Auf schlimmer und ewig und Eleanor in Significant Others.

## Familie
Salie ist die Tochter von Robert D Salie und Gail Coley Salie. Sie wurde in Boston, Massachusetts geboren und wuchs in Atlanta, Georgia zusammen mit ihren zwei älteren Brüdern Douglas (der ältere) und David auf.
Salie heiratete im Juni 2005 den Drehbuchautor und Filmproduzenten Nick Holly, den jüngeren Bruder der Schauspielerin Lauren Holly. Im August 2009 ließ sich das Paar scheiden. Im Oktober 2011 heirateten Salie und John Semel in Rom, Italien.

## Ausbildung
Salie absolvierte 1989 die North Springs High School in Fulton County, Georgia (heute Sandy Springs, Georgia). Von den Universitäten Yale University, Princeton University und Brown University wurde sie abgelehnt und so schrieb sie sich stattdessen an der Northwestern University ein, um später zur Harvard University zu wechseln. Diese bestand sie mit magna cum laude und Phi Beta Kappa mit einem Grad in Geschichte und Literatur der Moderne in Frankreich und England. Später verdiente sie sich einen M.Phil in Literatur der Moderne in England an der Oxford University.

## Karriere
Salie ist bekannt für ihre Fernsehserienrollen Caitlin in Auf schlimmer und ewig (1998–1999) und Eleanor in Significant Others (2004). Sie trat in etlichen weiteren Serien auf wie etwa in Eine schrecklich nette Familie (1996), Star Trek: Deep Space Nine (1997/1998), Sex and the City (2000), Polizeibericht Los Angeles (2003) und Treehugger TV (2010). Als Stand-up-Comedian trat sie in verschiedenen Shows auf und war Moderatorin und Co-Executive Producer der 300 Folgen langen Radiosendung Fair Game from PRI with Faith Salie. Dabei führte sie über 1000 Interviews mit namhaften Personen durch, zu denen Präsident Jimmy Carter, Lorne Michaels, Sir Anthony Hopkins, Slash, Elizabeth Edwards, Norah Jones, Oliver Sacks und Tom Brokaw gehörten.
2013 gewann sie zusammen mit zahlreichen Kollegen den Daytime Emmy Award in der Kategorie „Outstanding Morning Programming“ für CBS News Sunday Morning.

## Filmografie (Auswahl)
- 1994: Oldest Living Confederate Widow Tells All (Fernsehfilm)
- 1996: Eine schrecklich nette Familie (Married with Children, Fernsehserie, eine Folge)
- 1997: Alien Avengers (Fernsehfilm)
- 1997/1998: Star Trek: Deep Space Nine (Fernsehserie, zwei Folgen)
- 1998: Running Woman
- 1998–1999: Auf schlimmer und ewig (Unhappily Ever After, Fernsehserie, sieben Folgen)
- 1999: Sabrina – Total Verhext! (Sabrina, the Teenage Witch, Fernsehserie, eine Folge)
- 2000: Charmed – Zauberhafte Hexen (Charmed, Fernsehserie, eine Folge)
- 2000: Sex and the City (Fernsehserie, eine Folge)
- 2001: Black Scorpion (Fernsehserie, eine Folge)
- 2002: The Trip
- 2002: Odyssey 5 (Fernsehserie, eine Folge)
- 2003: Kate Fox & die Liebe (Miss Match, Fernsehserie, eine Folge)
- 2003: Astro Boy tetsuwan atomu (Fernsehserie, Stimme)
- 2003: Polizeibericht Los Angeles (Dragnet, Fernsehserie, eine Folge)
- 2003: Astro Boy: Tetsuwan atomu (VG, Stimme)
- 2004: Wild Things 2
- 2004: Significant Others (Fernsehserie, 12 Folgen)
- 2006: Close to Home (Fernsehserie, eine Folge)
- 2010: Treehugger TV (Fernsehserie, vier Folgen)

## Auszeichnungen
- 2013: Daytime Emmy Award in der Kategorie „Outstanding Morning Programming“ für CBS News Sunday Morning.[9]